# Gallspach
Gallspach település Ausztriában, Felső-Ausztria tartományban, a Grieskircheni járásban, területe 6,18 km².

## Fekvése
Tengerszint feletti magassága 365 méter. Gallspach Grieskirchen, Schlüßlberg, Kematen am Innbach, Meggenhofen és Sankt Georgen bei Grieskirchen településekkel határos.

## Népesség
Lakosainak száma 2772 fő (2018. január 1.).